# ビロードシダ
ビロードシダ Pyrrosia linearifolia (Hook.) Ching はウラボシ科のシダ植物の1つ。ノキシノブなどに似た細い単葉をつけるもので、全体に粗い毛に覆われている。

## 特徴
常緑性の草本で着生植物。根茎は長く横に伸びて這い、細くてその径は約1.7mmで、鱗片が密生している。鱗片は線状披針形をしていて長さは3～4．5mm、色は赤褐色から褐色で、基部では色が濃くなっている。葉は垂れ下がるように着く。葉柄は葉身がほとんど基部まで流れ込んだ形となっているために区別出来ない状態になっている。葉身は長さ2～15cm、幅はせいぜい5mmまで、線形で先端は丸く、基部に向けて次第に狭くなっている。葉質は肉質で柔らかく、その全面に黄褐色から灰褐色の星状毛が密生している。またこの星状毛は宿在性で葉が古くなっても残る。葉脈は表面からは見て取れないが、中肋の両側に1～3列の網目を作る形になり、また遊離小脈がある。胞子嚢群は中肋の両側に1列に並ぶのが普通で、時に2列になる。個々の胞子嚢群は円形で、互いに離れて着き、接して生じるのは希である。
和名は星状毛に覆われた葉をビロードに見立てたものである。もっともビロードと言うには毛が粗い、との声もある。

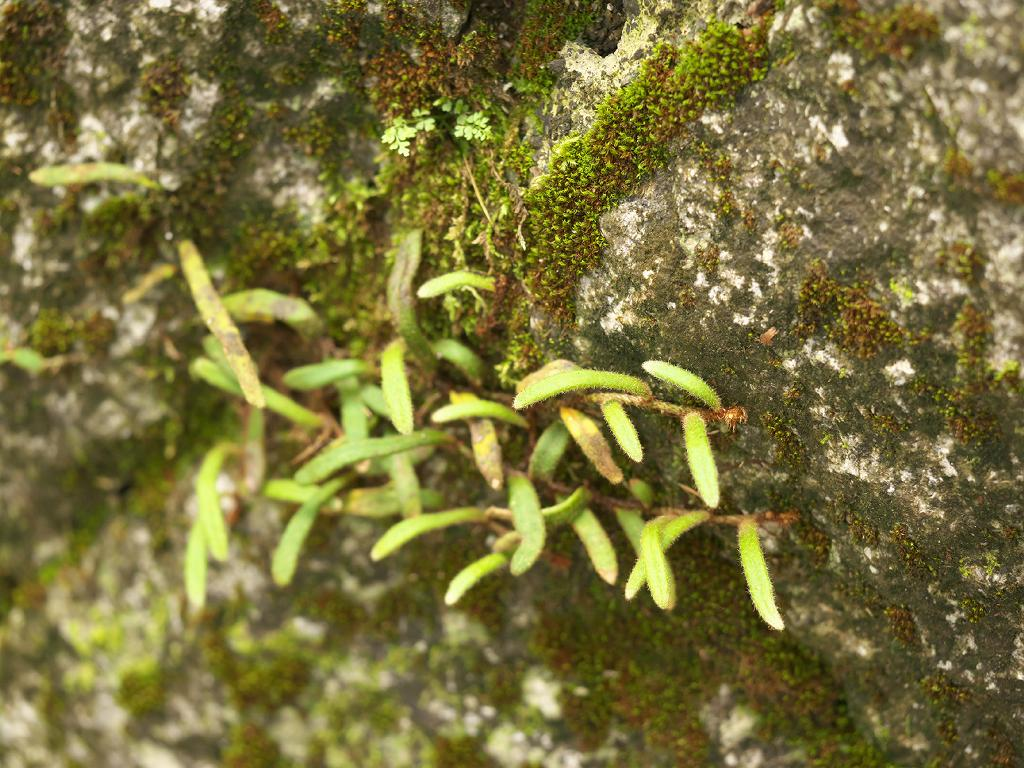
生えている様子
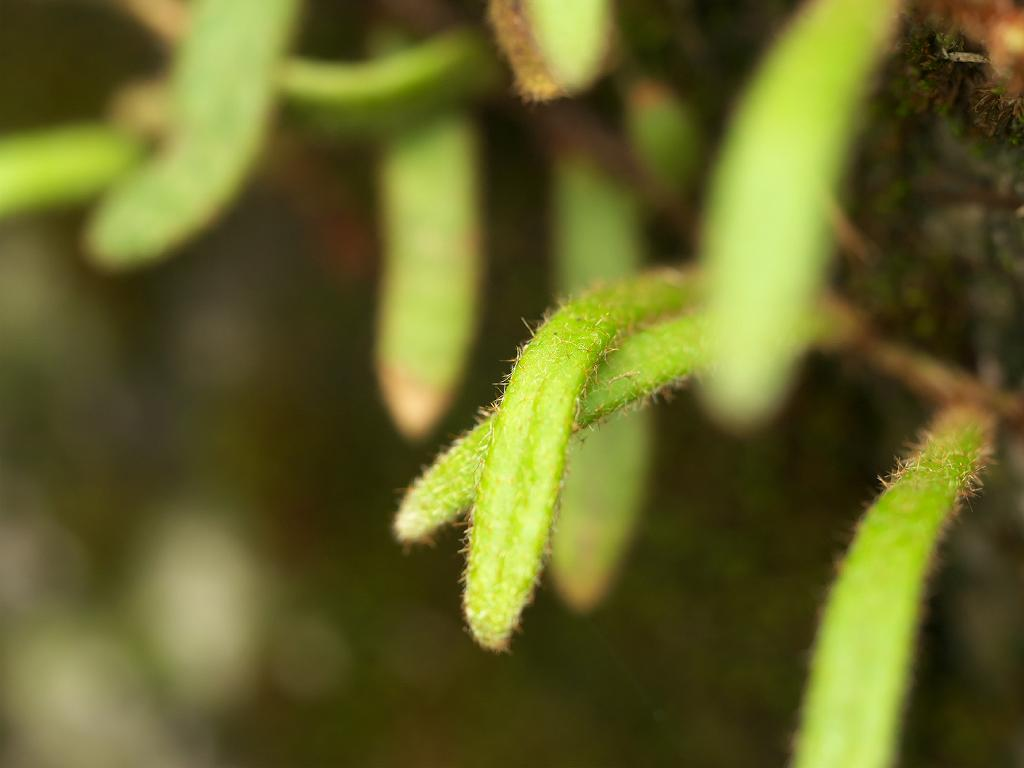
葉の拡大像

## 分布と生育環境
日本では北海道の胆振、本州、四国、九州、それに琉球列島の沖縄島、渡名喜島から知られており、国外では朝鮮、中国の吉林省、台湾から知られる。
山の中の岩の上、または樹上に着生する。山中の日陰の地に出現するもので、樹上に出ることもあるが主として岩の上に着生する。

## 分類など
本種の属するヒトツバ属は世界で約50種、日本には5種が知られるが、他の種は葉身の幅が広いものが多く、その点で区別は容易である。ヒトツバノキシノブ P. angustissima はノキシノブに似た細い葉を持つもので、その点では本種に似るが、胞子嚢群が葉裏の両側に連なってつく点ではっきり異なり、またこの種は四国で1度採集されたのみである。系統的にはイワオモダカ P. hastata が近いとされている。
他の属では例えばノキシノブ属 Lepisorus のものは何れも細長い単葉で葉裏には中肋の両側に丸い胞子嚢群を1列につけるという点で本種に似ており、特にヒメノキシノブ L. onoei は細長い葉の先端が丸みを帯びる点でも似ているが、葉に一面に星状毛をつける点で容易に区別出来る。
変種としてタイワンビロードシダ var. heterolepis があり、基変種とは根茎の鱗片の幅は広いことで区別されるとされ、沖縄のものはこれに当たるとされ、初島(1975)もその名を使っている。しかし海老原(2017)によると、この変種自体が台湾を含む国外では広く認識されていないとのことで、今後の検討が必用で、それまでは分けないでいた方が適切としている。
またヤツシロヒトツバ P.  ×nipponica は熊本県八代市で発見されたもので、当初は中国産のイワダレヒトツバ P. davidii と同じものと考えられたが、現在では本種とイワオモダカとの雑種と判明している。これは国内では本州の関東地方から兵庫県までと、九州の熊本県で報告され、国外では記録がない。ビロードシダに似ているが時に不規則な突起を出すもので、星状毛が密で趣があるので栽培されることもあるという。

## 利用
園芸的に栽培されることがある。いわゆる山野草のジャンルでそれほど広く用いられるものではないが、好事家には喜ばれるようで、そのために野外での乱獲が問題になっている。栽培下では耐乾性はあるものの空中湿度を保てないと枯れやすいという。

## 保護の状況
環境省のレッドデータブックでは指定はないが、道府県別では山形県、富山県、福井県、長崎県で絶滅危惧I類、秋田県、新潟県、千葉県、京都府、島根県、山口県、佐賀県、宮崎県で絶滅危惧II類、北海道、茨城県、滋賀県、鳥取県で準絶滅危惧の指定があり、鹿児島県では情報不足とされている。本種は園芸面での需要が高く、自生地の情報が発信されると簡単に取り尽くされてしまうという。